# Viva La Dirt League
Viva La Dirt League или VLDL (с англ. — Да здравствует Грязная Лига) — новозеландская группа профессиональных комедийных скетч-ютуберов. Основана в 2011 году Роуэном Бетьеманом и Аланом Мориссоном. На данный момент активное участие в создании контента принимают Адам Кинг, Бен Ван Лиер, Элли Харвуд, Бритт Скотт Кларк, Роберт Хартли, Хэммиш Паркинсон, Байрон Колл, Дэвид Корреос и Феникс Кросс.

## История

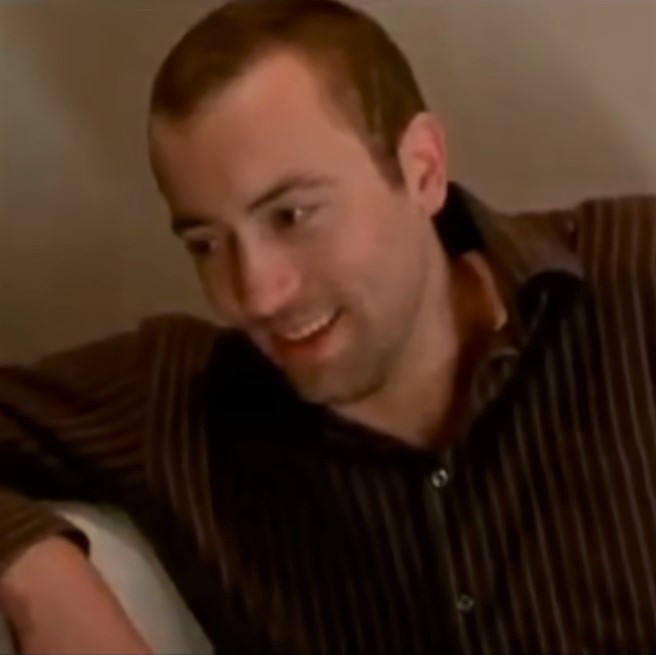
2011 год. Роуэн Бетьеман смотрит в будущее VLDL.

В 2008 году Алан и Роуэн снимают короткометражный фильм Beached. В 2010 году они показывают его на Новозеландском международном фестивале. Спустя год был создан ютуб-канал Viva La Dirt League. Название пародирует рейтинговую систему компьютерной игры StarCraft II, где существует бронзовая, серебряная и золотая лига. Участники группы ощущали себя ниже медной лиги, поэтому было решено назваться «Грязная лига». Однако канал Dirt League уже существовал на YouTube, из-за чего было принято решение добавить «Viva La».
Первое видео на канале — музыкальный клип «Eight Pool» (пародия на песню 2001 года «All Rise» Blue и компьютерную игру Star Craft II) собрал десятки тысяч просмотров, и ребята решили продолжить снимать музыкальные видео.
В 2013 году Алан предложил снимать скетчи о двух работниках ритейла, которые хотят стать киберспортсменами. Алан ремонтировал свой компьютер в магазине PlayTech и, после обсуждения этой идеи с менеджером магазина, Пабло и Бка подарили футболки сотрудников и разрешили снимать в магазине по воскресениям. Шоу назвали Bored, однако по началу оно собирало мало просмотров. Несмотря на то, что число подписчиков не увеличивалось, а некоторые люди даже отписывались после выхода очередного видео, ребята не отчаивались и продолжали снимать Bored ещё два года.
В 2015 году к разработке контента присоединился Адам Кинг. VLDL решили вернуться к истокам канала и выпустили еще один музыкальный клип «Legacy». Во время съёмок Адам предложил Роуэну снять пародийное видео на Hearthstone. Оно собрало в 3 раза больше просмотров, чем «Legacy», и было принято решение двигаться в этом направлении. 
В 2016 году Алан предложил снять серию скетчей о поведении и мыслях неигровых персонажей в компьютерном мире.  На одной из вечеринок к Роуэну подошла Элли Харвуд, и продекларировала его же песню Saturday Night, заставив Роуэна впервые почувствовать себя знаменитым. Вскоре после этого Элли появляется в скетче «Hearthdate», а затем присоединяется к основному составу Bored. Брит Кларк присоединяется к VLDL также в 2016 году. Её пригласил Адам после встречи в кафе в торговом центре.
В сентябре 2016 года VLDL получили финансирование в размере 80000$ от независимого государственного финансового агентства NZ On Air на производство REKT. В то же время VLDL сняли эпизод Bored «Girl gamer» с участием Элли Харвуд, который стал вирусным, в результате чего аудитория канала начала расти. В декабре VLDL зарегистрировались на patreon, и Роуэн взялся за развитие канала как за полноценную работу. В том же году стали национальными финалистами новозеландского кинофестиваля 48hours.
В 2017 году Адам и Алан увольняются с телевидения и начинают посвящать всё своё время развитию канала.  В феврале этого года к VLDL присоединился Бен Ван Лиер, впервые появившейся в 67 эпизоде Bored. Роуэн и Бен познакомились на работе (телефонные продажи вина). Затем пересекались на съёмках «Американский Плейбой: История Хью Хефнера». Начали играть в Overwatch, подружились. Бен отправил Роуэну несколько идей о скетчах Bored (некоторые из них были реализованы в дальнейшем) и написал, что VLDL могут позвать его сниматься, если им понадобится актёр. Для эпизода «Время открытия» требовался кто-то с привлекательной внешностью, и было решено пригласить Бена. Предполагалось, что зрители встанут на сторону покупателя, однако реакция аудитории была противоположной. Ориентируясь на комментарии, Бен стал играть раздражающего клиента. Потом он присоединился к другим проектам VLDL: PUBG, Epic Npc Man и т.д. В октябре 2020 года Бен создаёт свой собственный проект внутри VLDL - Souls Logic.
В 2018 году VLDL заняли 3 место на чемпионате PUBG GLOBAL INVITATIONAL.
В мае 2019 года число подписчиков достигло 1 000 000. В честь этого события Алан, Адам и Роуэн сделали себе татуировки с логотипом канала.
В 2020 году VLDL подписали контракт с Creative Artists Agency.
Скетчи VLDL были номинированы на премию Streamy Awards.   Одним из поклонников VLDL является английский актер Эндрю Коджи.  В 2022 году спонсируют новозеландский кинофестиваль 48hours. 

## Веб-сериалы

### PUBG Logic
Действие PUBG Logic разворачивается в многопользовательской онлайн-игре Battle Royale (PlayerUnknown's Battlegrounds). Персонажи — это аватары игроков, а комедия фокусируется на ошибках, ограничениях игрового процесса и эксплойтах в игре.   Создатели игры одобрили использование изображений PUBG, и из-за популярности  скетчей участники VLDL посещали игровые съезды (Armageddon) и турниры (League of Legends Pro League).  .

### Epic NPC Man
Действие Epic NPC Man происходит в вымышленной игре Skycraft,  придуманной Аланом и Адамом. Пародия описывает культуру многопользовательских ролевых игр жанра фентези и деконструирует их логику. Первоначально Epic NPC Man был снят почти исключительно с точки зрения Грега (Алана), скромного фермера, выращивающего чеснок и дающего квесты в тихой, но ничем не примечательной деревне Медолесье. Среди других неигровых персонажей — кузнец Боджер (Роуэн) и колдун Барадун (Адам).   Многие сцены были сняты в исторической деревне Хоуик.

#### Путь Бейлина
В 2020 году группа собрала средства (661189 новозеландских долларов (около 29 миллионов рублей)) через Kickstarter  на создание короткометражного фильма, действие которого происходит во вселенной Epic NPC Man. Премьера Путь Баэлина: эпическое приключение NPC вышла на YouTube 9 мая 2021 года. Режиссёры и сценаристы — Адам и Алан, Роуэн играет Бейлина, неигрового персонажа, чей обычный маршрут от дома до места рыбалки прерывается игроком (Бен Ван Лиер) и девушкой в беде (Феникс Кросс).  За 24 часа после выхода фильм собрал более 900 тысяч просмотров. 

### Bored
Bored — это серия скетчей, действие которых в основном происходит в компьютерном магазине.   Съёмочная площадка — это реально существующий филиал новозеландского магазина PlayTech. Роуэн играет строгого и несправедливого босса, Адам немного наивного сотрудника, смотрящего на мир через призму ребёнка, а Алан — среднестатистического человека, с которым может ассоциировать себя каждый.В 44 эпизоде к основному составу присоединяется Элли Харвуд, обладательница премии Новозеландского радио.   В сериале есть пародия на трилогию Властелин колец, отсылки на мемы.  Помимо юмора, в Bored также поднимаются социокультурные проблемы (фаворитизм, сексизм, менспле́йнинг).

### Другое[49]
- Red Dead Logic (Red Dead Redemption).
- Hearthstone (Hearthstone).

Идея принадлежит Адаму. Реализована в 2016 году. 
- Souls Logic (Dark Souls)

Идея принадлежит Бену. Реализована в 2020 году. 
- Witcher Logic (Ведьмак).
- Tarkov Logic (Побег из Таркова).
- FPS Logic (Шутер от первого лица wie Call of Duty).

Номинированы на премию YouTube Streamy Awards за лучший сценарий в 2020 году. 
- D&D Logic (Подземелья и драконы).

Шоураннер проекта - Роберт Хартли.  Реализовано в 2021 году. 
- APEX Logic  (Apex Legends).
- Dead by Daylight Logic (Мертвы к рассвету).

## Viva La Dirt League D&D
В июле 2019 года, VLDL выпустили 9 серий Dungeons and Dragons, в которой их герои из Epic NPC Man отправились в Baldur's Gate: Descent into Avernus с Робертом Хартли (ходили с Роуэном в одну и ту же театральную школу в Новой Зеландии) в роли мастера подземелий.
В марте 2020 года VLDL создали второй канал на YouTube, контент которого посвящен исключительно их кампании в игре Dungeons and Dragons. Действие игры происходит во вселенной Epic NPC Man. Адам, Алан и Роуэн играют Барадуна, Грега и Боджера, так же как в их роликах Epic NPC Man. В этой кампании к ним присоединяется Бен ван Лиер, который играет Бартоломью Осириса Блэйдсонга ака БОБа, а мастер подземелий всё тот же Роберт Хартли. Кампания стартует в Медолесье, однако на 23 эпизоде начинается прохождение арки "Иней ледяной девы". В 66 эпизоде начинается приключение «Дикая природа за пределами Ведьминого света». Периодически к основному составу присоединяются приглашённые актёры, такие как Элли Харвуд, Хэммиш Паркинсон, Байрон Корреос и Бритт Кларк.

## Студия
Компания на Kickstarter собрала более 2,5 миллионов долларов США в марте 2022 года при поддержке более 30 тысяч человек. Планируется построить студию с хромакеем, декорациями к Bored, офисом для сотрудников VLDL, D&D таверну, декорациями для замка и подземелий. Также планируется снять третью часть Карен и экранизировать битву с Шмаганрогом.  5 августа 2022 года VLDL получают ключи от студии. 

## Дополнительно
- vivaladirtleague.com — официальный сайт Viva La Dirt League
- Viva La Dirt League's на YouTube